# Kjell A. Johansson
Kjell A. Johansson, född 28 juni 1935, död 6 september 2021 i Kristianstad, var en svensk författare, översättare och litteraturkritiker. Han översatte och gav ut böcker om latinamerikansk litteratur. Han var från 1960 verksam som litteraturkritiker i Dagens Nyheter. Han var morfar till visartisten Miranda Murre Eriksson.

### Översättningar i urval
- Moderna spanska noveller (översatta tillsammans med Sonia Johansson, Bonnier, 1964)
- Carlos Alvarez: Ord som piskor: dikter (FIB:s lyrikklubb, 1964)
- Antonio Machado: Ord i tiden (FIB:s lyrikklubb, 1967)
- Gabriel García Márquez: Den otroliga och sorgliga historien om den troskyldiga Érendira och hennes hjärtlösa farmor: sju berättelser (Wahlström & Widstrand, 1974)
- Gabriel García Márquez: Patriarkens höst (Tiden, 1976)
- Alejo Carpentier: Metoden (Bonnier, 1979)
- José María Arguedas: De djupa floderna (översatt tillsammans med Sonia Johansson, Legenda, 1985)
- Jesús Moncada: Dragarstig (Norstedt, 1996)